# Красновка (Каменский район)
Красно́вка — хутор в Каменском районе Ростовской области.
Административный центр Красновского сельского поселения.

## География
Хутор находится около берега реки Глубокая, которая после него впадает в Северский Донец.

### Улицы
| - ул. 8 Марта, - ул. Гагарина, - ул. Горького, - ул. Есенина, - ул. Заречная, - ул. Калинина, - ул. Кольцова, - ул. Комарова, | - ул. Котовского, - ул. Кошевого, - пер. Крупской, - ул. Левитана, - ул. Матросова, - ул. Мичурина, - пер. Молодёжный, - ул. Мостовая, | - ул. Набережная, - перл. Невского, - ул. Октябрьская, - пер. Первомайский, - ул. Профильная, - пер. Ракетный, - ул. Речная, - пер. Садовый, | - ул. Сергея Лазо, - пер. Советский, - пер. Спортивный, - ул. Сурикова, - ул. Тюленина, - ул. Чехова, - ул. Энгельса, - ул. Янтарная. |

## Население
| 2002 | 2010  |
| ---- | ----- |
| 3972 | ↘3941 |

## Инфраструктура
На хуторе действует ЗАО «Агрофирма „Крона“» — производитель плодовой продукции.
Имеется храм преподобного Серафима Саровского.

## Фотогалерея

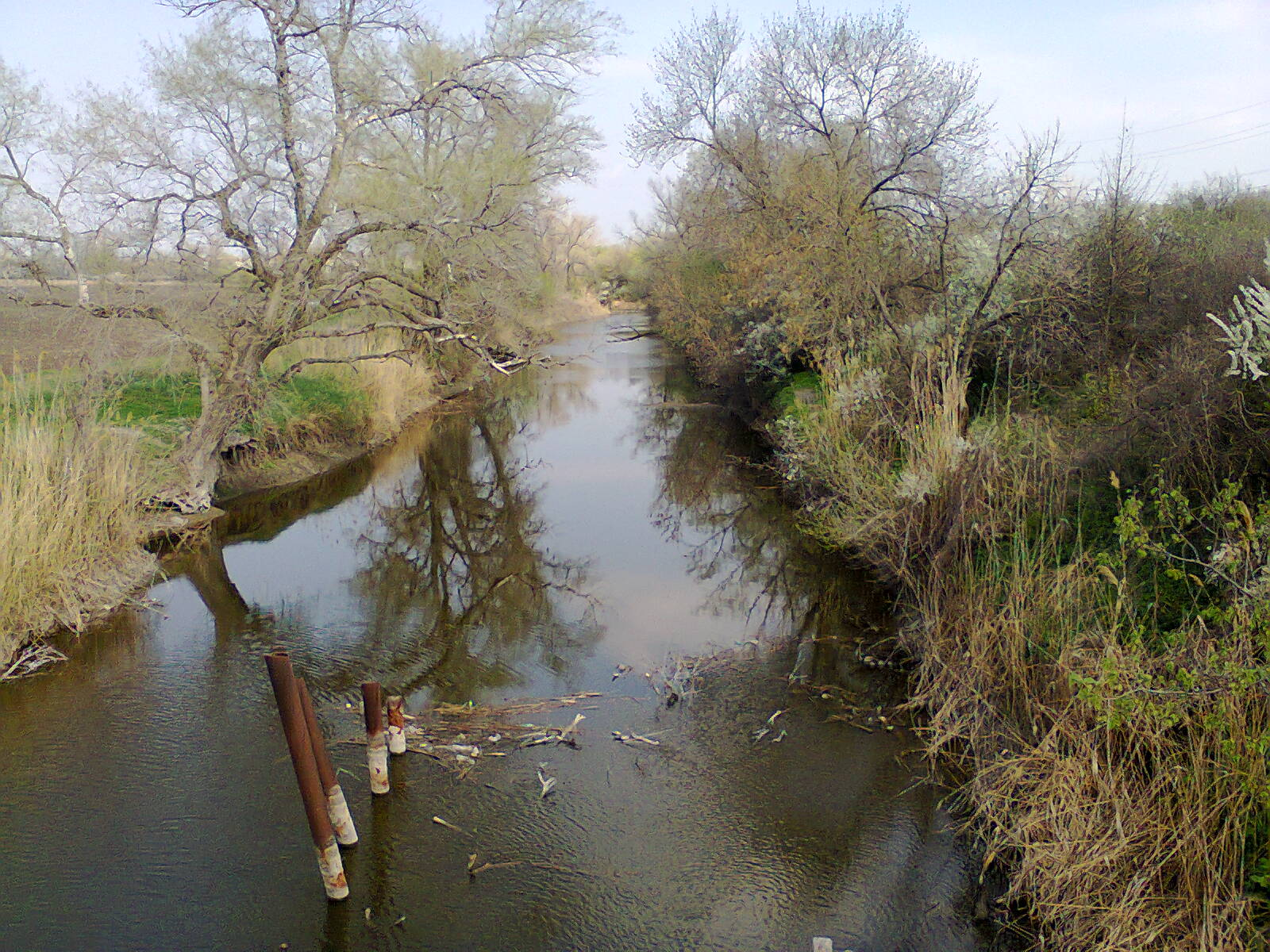
Река Глубокая
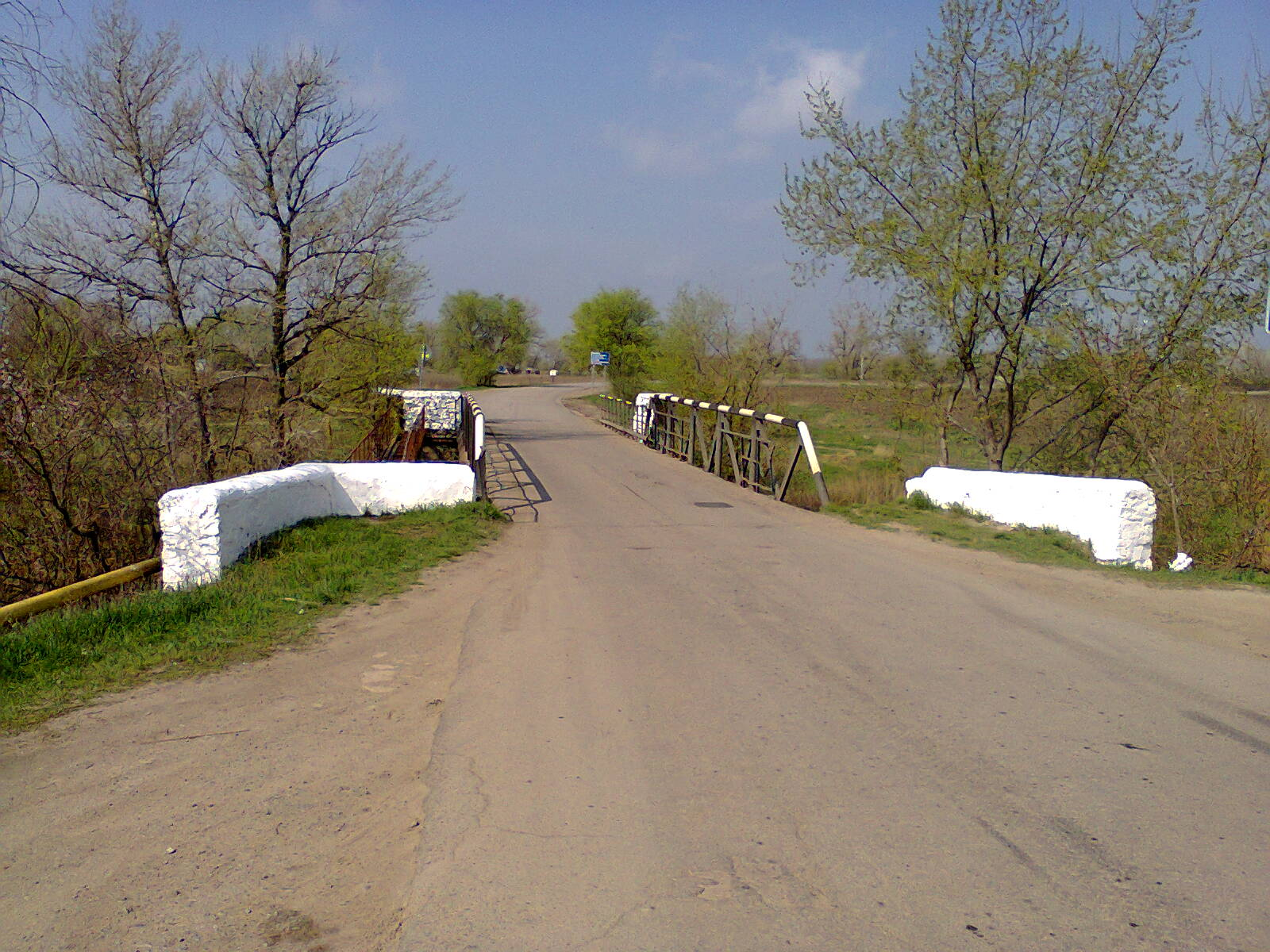
Мост через реку
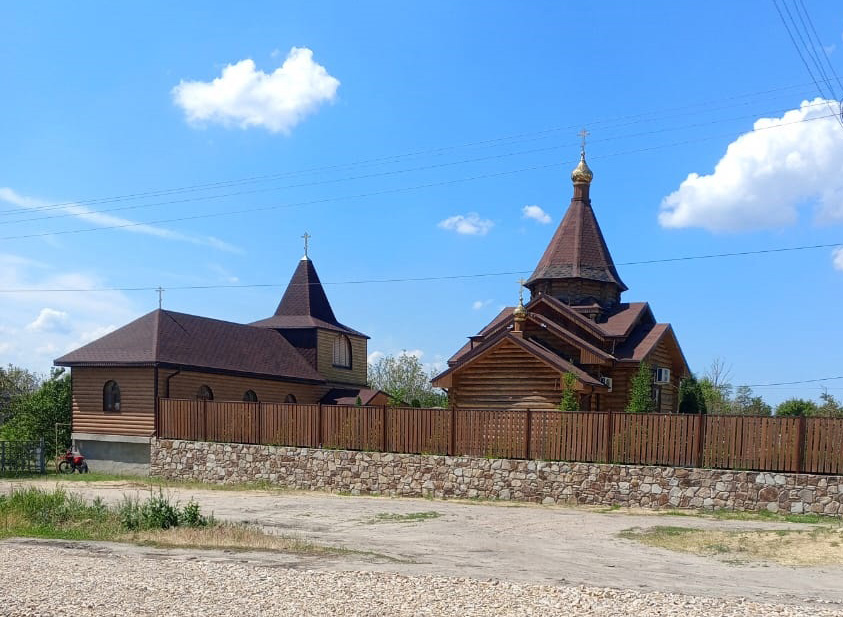
Храм Серафима Саровского